# BNR Nieuwsradio
Pour les articles homonymes, voir BNR.
BNR Nieuwsradio, abrégée en BNR (à l'origine sigle pour « Business Nieuws Radio »), est une station de radio FM d'information privée néerlandaise créée en 1998. 
Elle fait partie du FD Mediagroep qui possède également le quotidien économique Het Financieele Dagblad.

## Histoire
La radio a été créée le 21 septembre 1998 sous le nom « Business Nieuws 1395 AM », succédant à TalkRadio 1395 AM — radio qui avait à son tour succédé à Veronica Nieuwsradio créée le 16 octobre 1995 — qui diffusait alors en ondes moyennes. Le nom a été changé en « Business Nieuws Radio » le 9 juin 1999 en commençant à diffuser en FM.
En février 2004, est adopté le nom BNR Nieuwsradio.

## Diffusion
BNR Nieuwsradio peut être capté, sur la bande FM, à l'échelle nationale des Pays-Bas et près de la frontière néerlandaise en Belgique et en Allemagne. BNR Nieuwsradio est également diffusé en radiodiffusion numérique (DAB+) et sur Internet en flux.